# جيمس بولز
جيمس بولز (بالإنجليزية: James Bowles)‏ هو لاعب قذف أيرلندي، ولد في 1985 في Newtownshandrum ‏ في جمهورية أيرلندا.